# Оччамо
Оччамо — потухший вулкан на полуострове Камчатка, Россия.
Расположен в Быстринском районе Камчатского края.
Относится к группе Уксичанского вулканического района Срединного пояса. Вулкан находится в центральной части Срединного хребта к юго-западу от поселка Эссо, у истоков рек Быстрая Козыревская и Быстрая Хайрюзовка, образуя их водораздел.
Форма вулкана представляет собой пологий щит, завершенный конусом. В географическом плане вулканическое сооружение имеет несколько вытянутую в меридиональном направлении форму овала с осями 7×12 км, площадью в 130 км². Объём изверженного материала ~40 км³. Абсолютная высота — 2175,2 м, относительная же высота составляют около 700 м. Скалистые отроги вулкана сложены мощной слоистой толщей оливин-пироксеновых базальтов. Склоны вулкана эродированы в привершинной части много отвесных ледниковых цирков, от которых радиально отходят глубокие троговые долины.
Деятельность вулкана относится к верхнечетвертичному периоду.